# شهرستان جفرسون (ایندیانا)
شهرستان جفرسون، ایندیانا (به انگلیسی: Jefferson County, Indiana) شهرستانی در ایالات متحده آمریکا است که در ایندیانا واقع شده‌است.